# Championnat du Qatar de football 1983-1984
Navigation
Saison suivante
La saison 1983-1984 du Championnat du Qatar de football est la vingtième édition du championnat national de première division au Qatar. Les sept meilleures équipes du pays sont regroupées au sein d'une poule unique où elles s'affrontent deux fois, à domicile et à l'extérieur. En fin de saison, le dernier du classement est relégué et remplacé par la meilleure équipe de deuxième division.
C'est le club d'Al-Rayyan SC qui remporte la compétition, après avoir terminé en tête du classement final, avec un seul point d'avance sur Al Ahly Doha et deux sur le tenant du titre, Al-Arabi Sports Club. C'est le 4e titre de champion du Qatar de l'histoire du club.

## Les clubs participants
| - Al-Rayyan SC - Al-Arabi Sports Club - Al Ahly Doha - Al Taawun - Al-Wakrah Sports Club - Qatar SC - Sadd Sports Club |

## Compétition

### Classement
Le classement est établi sur le barème de points classique (victoire à 2 points, match nul à 1, défaite à 0).
| Rang | Équipe                       | Pts | J  | G | N | P | Bp | Bc | Diff |
| ---- | ---------------------------- | --- | -- | - | - | - | -- | -- | ---- |
| 1    | Al-Rayyan SC                 | 16  | 12 | 7 | 2 | 3 | 15 | 18 | -3   |
| 2    | Al Ahly Doha                 | 15  | 12 | 7 | 1 | 4 | 14 | 12 | +2   |
| 3    | Al-Arabi Sports Club (T) (C) | 14  | 12 | 5 | 4 | 3 | 9  | 6  | +3   |
| 4    | Qatar SC                     | 11  | 12 | 5 | 1 | 6 | 16 | 12 | +4   |
| 5    | Sadd Sports Club             | 11  | 12 | 4 | 3 | 5 | 12 | 11 | +1   |
| 6    | Al Taawun                    | 10  | 12 | 4 | 2 | 6 | 17 | 19 | -2   |
| 7    | Al-Wakrah Sports Club        | 7   | 12 | 2 | 3 | 7 | 13 | 18 | -5   |

|  | Qualification pour la Coupe des clubs champions du golfe Persique 1985       |
|  | Relégation en deuxième division                                              |
|  | (T) : Tenant du titre (C) : Vainqueur de la Coupe du Qatar (P) : Promu de D2 |

## Bilan de la saison
| Championnat du Qatar de football 1983-1984                        |                         |
| Champion                                                          | Al-Rayyan SC (4e titre) |
| Coupes et trophées                                                |                         |
| Vainqueur de la Coupe du Qatar 1983-1984                          | Al-Arabi Sports Club    |
| Qualifications continentales                                      |                         |
| Coupe des clubs champions du golfe Persique 1985                  | Al-Rayyan SC            |
| Promotions et relégations                                         |                         |
| Promus en Qatar Stars League                                      | Al Ittihad Doha         |
| Relégués en Championnat du Qatar de football de deuxième division | Al-Wakrah Sports Club   |